# Malše
Malše (niem. Maltsch) – rzeka w Czechach i Austrii, prawy dopływ Wełtawy. Jej długość wynosi 96 km, a powierzchnia zlewni 971,9 km².
Źródła rzeki znajdują się w austriackiej części Gór Nowohradskich, na wysokości 985 m n.p.m., na zboczach Viehberga, ich najwyższego szczytu. Następnie płynie na północ i wpływa do Czech. W pobliżu wsi Římov na rzece znajduje się sztuczny Zbiornik wodny Římov. Uchodzi do Wełtawy w centrum Czeskich Budziejowic.